# François de Sales
Vous lisez un « bon article » labellisé en 2008.
Pour les articles homonymes, voir Saint François.
Pour les autres membres de la famille, voir Famille de Sales.
François de Sales, né le 21 août 1567 au château de Sales près de Thorens-Glières, bourg du duché de Savoie et mort le 28 décembre 1622 à Lyon, est un prélat savoyard. Nommé évêque de Genève en 1602, il ne put jamais prendre possession de son siège devenu la « Rome des calvinistes », et resta en résidence à Annecy. Cofondateur de l'ordre de la Visitation Sainte-Marie en 1610, il est canonisé en 1665 et proclamé docteur de l'Église en 1877. Il est liturgiquement commémoré le 24 janvier par l'Église catholique et par l'Église d'Angleterre.
Issu d’une famille savoyarde noble, il choisit le chemin de la foi catholique en consacrant sa vie à Dieu et renonce à tous ses titres de noblesse. Il devint l'un des théologiens les plus considérés de son temps. Ce grand prédicateur accéda au siège d’évêque de Genève et fonda, avec la baronne Jeanne de Chantal, l’ordre religieux de la Visitation. Il exerça une influence marquante au sein de l'Église catholique et fut très écouté également des détenteurs du pouvoir temporel, notamment les ducs Charles-Emmanuel Ier et Victor-Amédée Ier de Savoie, la régente de Savoie Christine de France et les rois de France Henri IV et Louis XIII.
Homme d’écriture, il laissa une œuvre importante qui témoigne de sa vision de la vie. Son œuvre la plus célèbre, l’Introduction à la vie dévote, remporta un très grand succès dès sa parution, et est considérée aujourd'hui comme une œuvre majeure de la littérature chrétienne. Depuis 1923, l’Église catholique le considère comme le saint patron des journalistes et des écrivains en raison de son recours à l'imprimerie. Ses publications comptent parmi les tout  premiers journaux catholiques au monde.

## Biographie

### Jeunesse

#### Enfance

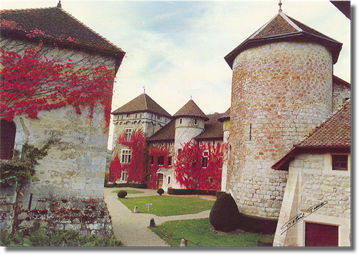
Château de Thorens, une des propriétés de la famille de Sales, voisine du Château de Sales.

François de Sales est né le 21 août 1567 dans une famille de la noblesse savoyarde catholique, au château de Sales près de Thorens-Glières, à une vingtaine de kilomètres au nord d'Annecy, dans le duché de Savoie.
Son père, François, seigneur de Sales, de Boisy et de Novel, et sa mère, Françoise, fille unique de Melchior Urbain de Sionnaz, seigneur de la Thuile et de Vallières, appartenaient à de vieilles familles aristocratiques de Savoie. François de Sales père occupa la charge prestigieuse et lucrative de maître d'hôtel du prince Sébastien de Luxembourg-Martigues et servit comme officier dans l'armée du roi de France, François Ier. Le futur saint était l'aîné de six frères et sœurs et se devait de relever les titres de son père.
À son baptême, le 28 août 1567, il reçoit le prénom de « François » en hommage à François d'Assise. Jusqu'en 1569, il est élevé comme tout enfant noble par une nourrice,, puis durant six ans, est éduqué par ses parents qui nourrissent de grandes ambitions à son égard. Très vite, il apprend le maniement des armes.
De 1573 à 1575, il est élève au collège ducal du Plain-Château, à La Roche-sur-Foron, puis, de 1575 à 1578, il étudie au Collège Chappuisien d'Annecy, où il côtoie l'aristocratie savoyarde et apprend le français en remplacement du patois local. À dix ans, comme d'autres enfants de son âge, il reçoit sa première communion, bientôt suivie de sa confirmation,. Gallois de Regard, un ami de la famille de Sales, lui confère la tonsure, dans l'église Saint-Étienne de Clermont, le 20 septembre 1578, il a 11 ans,.
À onze ans, vers 1578, il demande déjà à devenir prêtre, mais son père, qui le destine à la magistrature, l'envoie étudier le droit à Paris. Il poursuit alors ses études au collège de Clermont (collège jésuite, repris et remplacé aujourd'hui par le lycée Louis-le-Grand), sous la direction de son précepteur, Jean Déage, en compagnie de trois de ses cousins. Il étudie la rhétorique, mais aussi le latin, le grec, l’hébreu, la philosophie et la théologie, savoir qui lui permet ainsi d’« apprendre les exercices de la noblesse »,.
Il tire de ce séjour un grand attachement pour la France, nation souvent en conflit avec la Savoie, mais dont il se sent proche par la géographie, la manière de vivre et la langue.

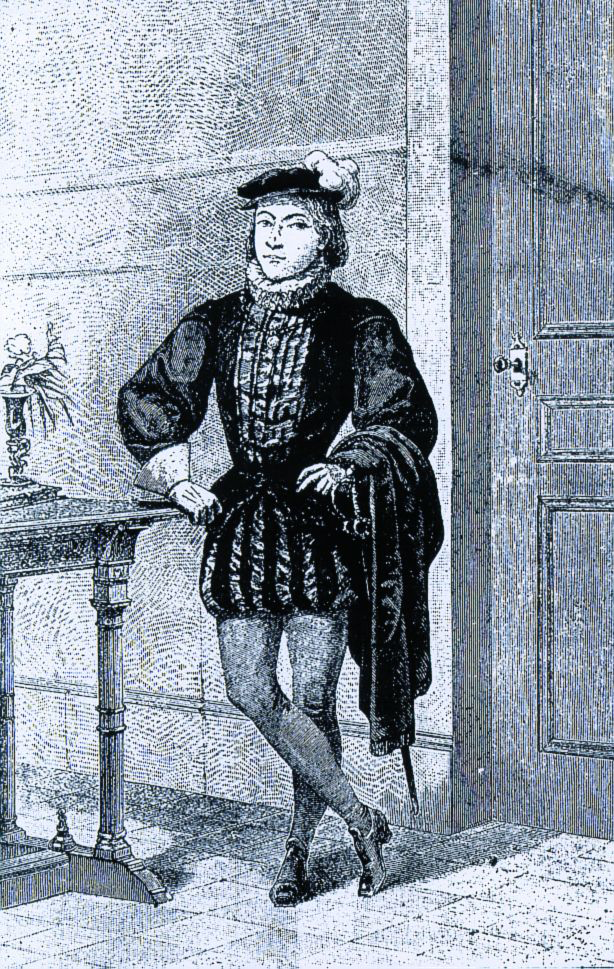
François de Sales à 12 ans étudiant à Paris (Illustration de fantaisie, vers 1900).

#### Études à Paris
Son père l'envoie poursuivre ses études à Paris. Accompagné de son précepteur, le père Déage, et de trois de ses cousins, il traverse à cheval une France ruinée par les Guerres de religion. A Paris, François étudie les « cours des arts » d'octobre 1584 à 1588. Se vouant alors à la philosophie, aux mathématiques, à l'histoire et à la musique, ainsi qu'à la rhétorique et à la grammaire, François montre également un fort intérêt pour la théologie des saints Augustin d'Hippone et Thomas d'Aquin, en se penchant particulièrement sur la grâce et la prédestination.
L'adolescent est très marqué par la théologie sur la prédestination et la grâce, très discutée alors en raison du développement du protestantisme. Quelques décennies plus tôt, Calvin, s'appuyant sur les écrits d'Augustin d'Hippone et de Thomas d'Aquin, a cherché à justifier une théologie de la prédestination. Cette approche déclenche une grande angoisse chez François de Sales, qui, pendant dix semaines — entre le mois de décembre 1586 et janvier 1587 —, s'imagine prédestiné à l'enfer. Affolé, il prie devant une statue de la Vierge Marie dans une église dominicaine, l'église Saint-Étienne-des-Grès, puis se sent libéré de ces peurs,. Il fait alors vœu de chasteté et mène une vie de prière et de pénitence. Poursuivant ses études, il passe sa licence et sa maîtrise au printemps 1588.

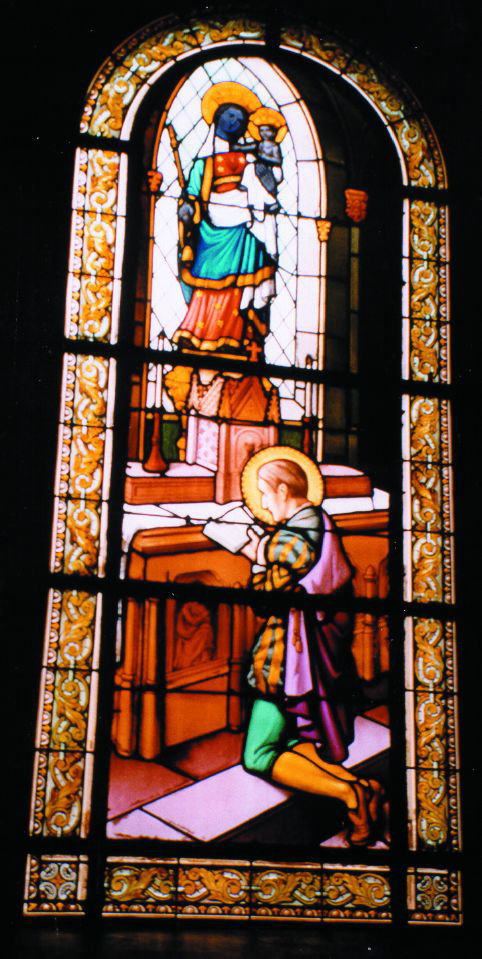
François de Sales priant la Vierge Noire de Paris, qui le délivrera de ses angoisses (vitrail de la chapelle des sœurs de Saint-Thomas-de-Villeneuve, Neuilly-sur-Seine).

#### Études en Italie et retour en Savoie
En 1588, François va poursuivre ses études en Italie, accompagné du révérend Déage et de son frère Gallois,.
Il arrive à l'automne 1588 à Padoue, qui abrite alors l'une des grandes universités d'Europe,.
Cherchant conseil et aide, il se met sous la direction spirituelle du père jésuite Antoine Possevin, qui lui fait effectuer les Exercices spirituels. Comme il confie un jour à un ami : « J'ai étudié le Droit pour plaire à mon père et la théologie pour me plaire à moi-même ». Concentrant son attention sur Saint Augustin, Saint Jérôme, Saint Jean Chrysostome et Saint Thomas d'Aquin, il se penche particulièrement sur la question de la liberté humaine, cherchant à donner une place « plus digne à la Grâce et à la Miséricorde de Dieu » et va s'éloigner des doctrines de saint Augustin et saint Thomas d'Aquin sur la question de la prédestination qui l'avait si tourmenté.
Refusant la vie mondaine, il continue à mener une existence très austère mais tombe gravement malade et, croyant mourir, demande même que l'on donne son corps à la science : « Qu’au moins, je serviray de quelque chose au public puisque je n'ai servi de rien en ma vie ». Il guérit cependant et, après deux ans d’études à Padoue, reçoit son diplôme de doctorat des mains du célèbre Pancirola en 1592. Âgé de 25 ans, il voyage alors en Italie, à Lorette, Rome, Venise puis retourne en Savoie.
Quand il revient à La Thuile, en Savoie en 1592, son père lui offre la seigneurie de Villaroger et lui présente une fiancée. François de Sales, cependant, réaffirme sa volonté d'être prêtre. Le 14 octobre 1592, au décès de François Empereur, prévôt du chapitre de Genève, certains cherchent à faire nommer François comme chapelain à Rome, mais son père lui demande de s'inscrire comme avocat au barreau de Chambéry, vœu auquel il répond le 24 novembre 1592,.
François a cependant un autre désir : celle de devenir homme d'Église. Claude de Granier, évêque de Genève (au nouveau siège d'Annecy à la suite de l'introduction de la Réforme à Genève), obtient pour François la position de prévôt du chapitre de Genève à Annecy. François de Sales revêt la soutane le 10 mai 1593 et le jour suivant, devient Chanoine d'Annecy ; le 13 mai, il renonce à son droit d'aînesse, ainsi qu'à son titre de seigneur de Villaroger. Il se retire alors au château de Sales jusqu'au 7 juin 1593, en lutte contre ses doutes et tentations. Il reçoit le diaconat le 11 juin 1593 et commence ses visites de malades et de prisonniers. Le 18 décembre 1593, il est ordonné prêtre et prévôt de Genève.

### Vie sacerdotale de François

#### Début de la vie sacerdotale
À partir de la Réforme protestante et de l'émergence du calvinisme à Genève, le siège de l'évêché de Genève est déplacé à Annecy. C'est là où le nouveau prévôt définit la méthode qu'il compte utiliser face à ceux que beaucoup nomment alors des hérétiques : François appelle à la reconquête de Genève. Dans un discours resté célèbre, il annonce son programme : « C'est par la Charité qu'il faut ébranler les murs de Genève, par la Charité qu'il faut l'envahir, par la Charité qu'il faut la recouvrer (…). Je ne vous propose ni le fer, ni cette poudre dont l'odeur et la saveur rappellent la fournaise infernale (…). Nous devons vivre selon la règle chrétienne, de telle sorte que nous soyons chanoines, c'est-à-dire réguliers, et enfants de Dieu non seulement de nom, mais encore d'effet ». Il refuse les dons et confesse beaucoup, ayant été nommé « pénitencier » du diocèse.
La Réforme s'étant répandue en Savoie à la faveur d'une période de domination bernoise (1535-1564), le Chablais avait conservé la nouvelle religion. Après avoir retrouvé son pouvoir sur cette région, le duc Emmanuel-Philibert de Savoie s'était montré fort tolérant. Son fils Charles-Emmanuel Ier, gendre du roi d'Espagne, veut y restaurer la religion catholique, « par la douceur si l'on peut, par la violence s'il le faut ». Aussi, Charles-Emmanuel demande-t-il à l'évêque Claude de Granier d’envoyer des missionnaires en 1594 et François de Sales se porte volontaire.

#### Missions dans le Chablais
François part, seul, armé seulement de la Bible et « des controverses » de Robert Bellarmin. Il quitte Annecy le 9 septembre 1594 et, pour raisons de sécurité, s'installe à la forteresse d'Allinges,,.

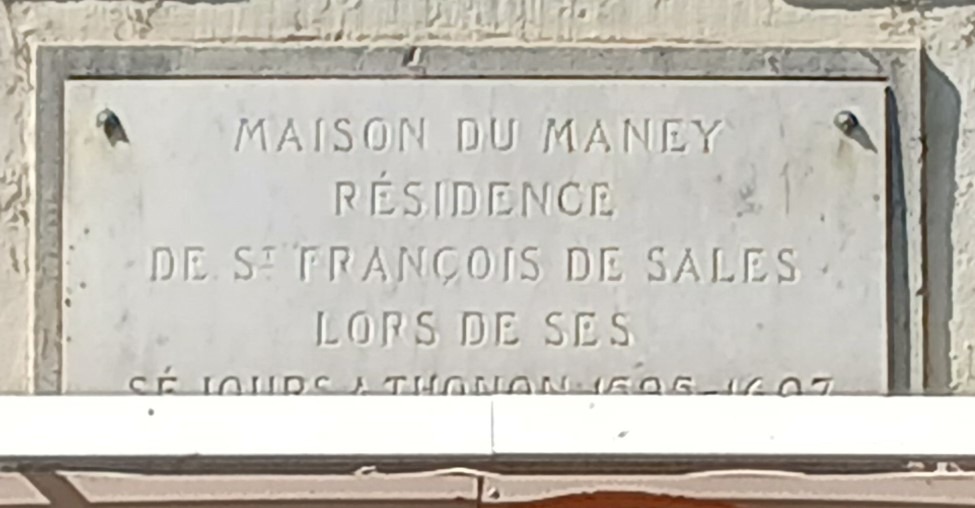
Plaque commémorative à la rue du Vallon

D'Allinges il se rend à Thonon, ville réformée, où il prêche dans la seule église restée catholique. L'hiver 1594-1595 s'avère difficile : outre la rigueur du climat, une ordonnance publique interdit aux protestants de se rendre aux prêches de François de Sales, et ce dernier est en outre calomnié. On aurait même cherché à l'assassiner, mais le prêtre refuse toute escorte militaire, ne voulant rien devoir au pouvoir des armes,.
Il fait imprimer ses sermons sur des feuilles volantes, qu'il placarde en ville. C'est l'une des raisons pour lesquelles l'Église catholique romaine fera de lui le saint patron des journalistes et des écrivains. Une partie de ses sermons seront publiés également sous le titre : « Les controverses ». François décide alors de s'installer à Thonon, principale ville du Chablais,,, mais n'obtient que peu de conversions spectaculaires, hormis celle de l'avocat Pierre Poncet, le 11 avril 1595. Il écrit à son souverain Charles-Emmanuel Ier de Savoie qu'au bout d'un an « on a commencé de prêcher ici, avec fort peu de fruit ». À Pâques 1595, il part pour Annecy, afin de participer à un synode organisé par l'évêque. Rentré à Thonon en dépit de certaines difficultés financières, il reprend les discussions théologiques et les visites de malades.
Les années 1596 et 1597 marquent un tournant dans le Chablais, avec l'instauration de débats contradictoires,, tout particulièrement après la conversion d'Antoine de Saint-Michel, seigneur d'Avully. Accompagné d'Antoine de Saint-Michel, François de Sales se rend à Genève pour y débattre avec Antoine de La Faye,.

#### Conversion du Chablais

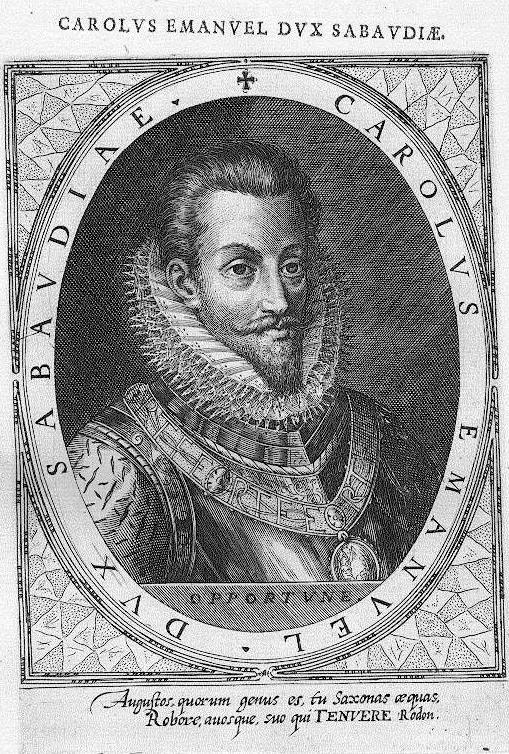
, duc de Savoie.

François de Sales se rend à Turin auprès du duc de Savoie, Charles Emmanuel, pour lui demander son appui afin de pouvoir célébrer des messes en public. Il en reçoit l'autorisation en janvier 1597 et rétablit par conséquent la messe à Thonon. Il peut également récupérer des objets liturgiques mis en sécurité par l'ordre de Saint-Maurice qui, avec l'accord du pape, les avait saisis pour éviter un pillage lors de la guerre qui entraîna la domination bernoise.
Avec le soutien du pape Clément VIII, le jeune prêtre rencontre secrètement son rival à Genève le successeur de Calvin, Théodore de Bèze - qui a près de 80 ans - et discute pacifiquement de questions de théologie, notamment de l'importance des œuvres dans la vie chrétienne. Il est désormais appuyé dans sa mission par quatre prêtres, qu'il fait bénéficier de son expérience : « Je vous assure qu'oncques je ne me suis servi de répliques piquantes qu'il ne m'en soit après repenti. Les hommes font plus par amour et charité que sévérité et rigueur ».
Une grande partie des habitants du Chablais revient au catholicisme entre 1597 et 1598. L'évêque Claude de Granier nomme François coadjuteur (1598), charge qu'il accepte. L'évêque veut en effet faire de lui son successeur, et envoie une demande en ce sens au pape le 29 août 1597.
François, reparti pour Thonon pour y organiser une grande célébration liturgique, reçoit alors la visite du cardinal-légat de Médicis (futur pape Léon XI). Le duc de Savoie Charles-Emmanuel Ier organise une réception somptueuse dans l’église Saint-Augustin de Thonon et ces événements festifs auraient été marqués par la conversion de 2 300 personnes en onze jours,.
Par la suite, le duc de Savoie décide d'appliquer un principe politique et juridique alors généralisé : Cujus regio, ejus religio. Il restaure donc le catholicisme dans le Chablais, s'il le faut par la coercition : confiscation et destruction des publications protestantes, expulsion des ministres calvinistes et interdiction aux réformés d’exercer toute charge publique. Le duc fait venir des Jésuites et des moines. Leurs arguments sont renforcés par la présence de troupes composées de vétérans des guerres indiennes au Mexique logés chez les habitants réfractaires, Charles-Emmanuel de Savoie imposant à ces derniers de choisir entre la conversion et l'exil. François de Sales ne s'oppose pas à la brutalité de ces méthodes, sa formation de juriste l'incitant assurément au respect de l'autorité. Mais il cherche à adoucir le sort des opposants en distribuant des sauf-conduits, et il visite une vingtaine d'exilés du Chablais afin de poursuivre le dialogue avec eux.

#### Anecdote
Par effet de contraste avec les méthodes drastiques par lesquelles le duc de Savoie et les moines prêcheurs capucins entendent convertir les populations du Chablais, l'abbé de Sales réussit à convaincre ses compatriotes par son calme, sa douceur et son éloquente force de persuasion. À l'occasion des disputes qu'il engage avec les pasteurs protestants à Thonon, il fait preuve d'esprit de finesse. Lors d'un débat, tous s'accordent sur l'un des versets de l'évangile : Si quelqu'un te frappe sur la joue droite, présente-lui aussi l'autre (Matthieu 5:39). À la sortie du débat, François se fait apostropher : M. l'abbé, si on vous donne un soufflet sur la joue droite, quelle est votre réaction ? Il répond avec humour : Je sais bien ce que je devrais faire, mais je ne sais pas ce que je ferais !.

#### François coadjuteur

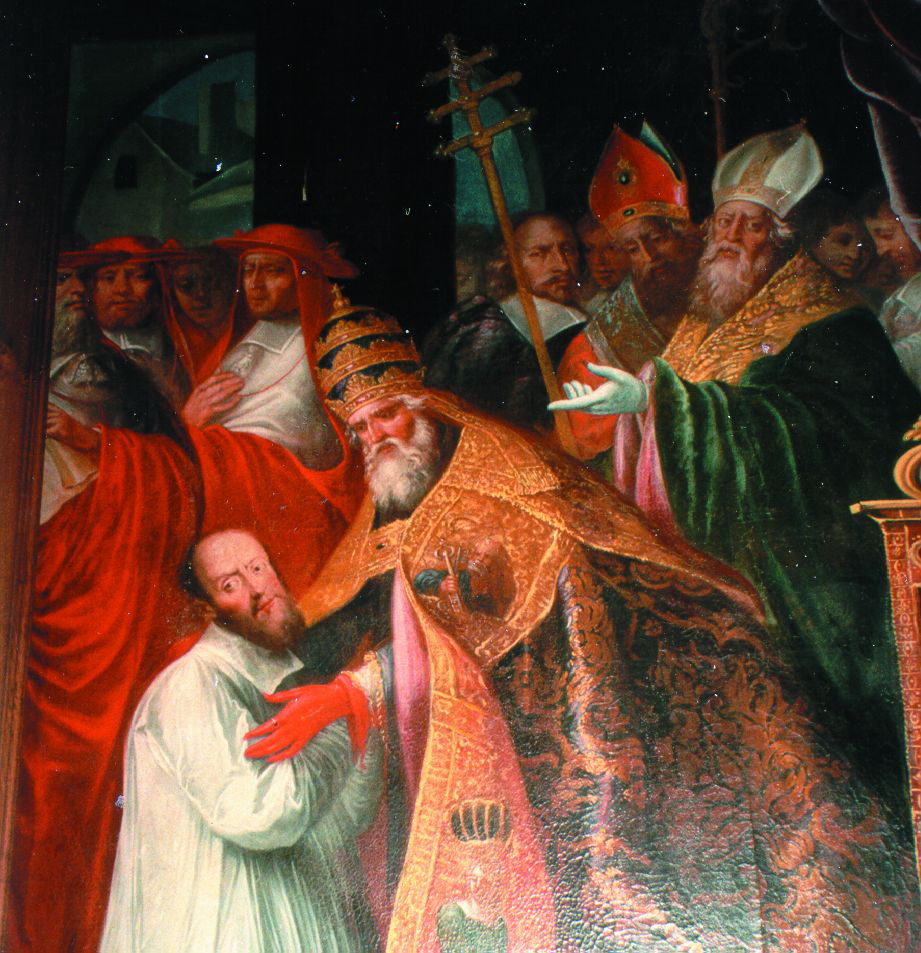
François de Sales recevant les félicitations du pape Clément VIII à la suite de son examen.

Le 12 novembre 1598, l'évêque Claude de Granier envoie François de Sales auprès du pape afin de lui présenter sa candidature au poste de coadjuteur. Le pape Clément VIII, assisté de trois théologiens, « l'examine » avant de le confirmer comme coadjuteur de l'évêque de Genève le 15 mars 1599, le nommant en outre évêque de Nicopolis ad Iaterum (de). Au retour de Rome, François passe à Turin pour récupérer les objets liturgiques détenus par l'ordre de Saint-Maurice et les faire restituer aux paroisses du Chablais. Durant les deux années suivantes, François de Sales réorganise le diocèse de Genève (administration, économie, lutte avec l’Ordre de saint Maurice). Il cherche à installer dans le Chablais les Jésuites, ainsi que la nouvelle congrégation de l'Oratoire, qu'il a appris à connaître à Rome. Il cherche aussi à développer la culture et l'instruction : « tous les arts et toutes les sciences, les lettres et les langues ». Ce nouveau centre de formation nommé « Alberge » se réalise avec difficulté, en raison de faibles moyens financiers, malgré l'appui du pape Clément VIII.
En 1600, le duc Charles-Emmanuel Ier de Savoie entre en conflit avec le roi de France Henri IV et cette période de guerre se termine par le Traité de Lyon, une partie du territoire régional étant alors pris par les protestants. Henri IV se rend à Annecy (ville alliée du roi de France et siège de l'évêché du Chablais) et rencontre l'évêque Claude de Granier ainsi que François de Sales à qui il promet de protéger tout ce qu'il a fait dans cette région.
François de Sales a alors pour accompagnateur spirituel un jésuite lorrain, l'abbé Jean Fourier, ancien recteur de l'Université de Pont-à-Mousson et nommé depuis peu recteur du collège de Chambéry (Tout comme la Savoie, la Lorraine est alors un pays indépendant). Ce Lorrain, cousin du célèbre Pierre Fourier, préparera son dirigé à sa vocation épiscopale et l'encouragera à faire publier l’Introduction à la vie dévote.
En 1602, Claude de Granier envoie François de Sales en mission diplomatique à Paris auprès du roi Henri IV pour demander que les biens confisqués lors de la guerre de Savoie soient rendus au clergé. François accroît alors sa réputation par les sermons qu'il prononce devant la cour notamment le 27 avril en la cathédrale Notre-Dame de Paris, lorsqu'il est chargé de prononcer l'oraison funèbre de Philippe-Emmanuel de Lorraine, frère de la défunte reine de France Louise de Vaudémont et héros de la guerre contre les Turcs.
Le roi de France lui demande même de devenir évêque de Paris, ce qu'il refuse. Passant neuf mois à Paris, il rencontre la mystique Barbe Acarie (future bienheureuse Marie de l'incarnation), et l'aide dans la mission qu'elle s'est donnée d'introduire en France l'Ordre du Carmel. À son retour en Savoie, il apprend la mort de l'évêque de Genève, Claude de Granier.

### Évêque

Blason de François de Sales - Sa devise complète est Nunquam excidet.

Le 8 décembre 1602, François de Sales est ordonné évêque de Genève à Thorens par Vespasien Gribaldi, archevêque émérite de Vienne, et métropolitain de Genève (les coconsécrateurs : Thomas Pobel, évêque de Saint-Pol-les-trois-châteaux et Jacques Maistret évêque in partibus de Damas (de)). Il accède au siège épiscopal de Genève en exil à Annecy, Genève étant protestante. Nouvel évêque, il décide d'instituer le catéchisme afin de diffuser, de faire connaître et comprendre la foi catholique aux croyants de son diocèse. Ses fidèles l’appellent « l'aimable Christ de Genève ».
En mars 1604, on demande à François de Sales de faire les sermons du carême à Dijon, ce qu’il accepte. Pendant un sermon, il remarque une jeune veuve particulièrement attentive. En voyant cette dernière, il croit reconnaître la personne qui, lui étant apparue lors d’une vision, devait fonder un nouvel ordre religieux,,. Il demande à l'archevêque de Bourges qui cette jeune femme claire-brune. Il se trouve que cette jeune femme est la baronne de Chantal, sœur de l'archevêque qui accepte avec courtoisie de les présenter l'un à l'autre. François de Sales rencontre aussi Jacqueline Coste, ancienne servante de Genève. La baronne et l'ancienne servante deviendront deux de ses plus grandes disciples. À ce moment, François de Sales commence une correspondance avec plusieurs personnes où il pousse à la prière (vie dévote), mais aussi à la charité. Cette correspondance est à l'origine de son ouvrage Introduction à la vie dévote.
Quelque temps plus tard, il devint le directeur spirituel de Jeanne de Chantal, lui ordonnant : « Il faut tout faire par Amour, et rien par force, il faut plus aymer l'obéissance que craindre la désobéissance ». François de Sales est aussi un écrivain remarquable, et est l'un des premiers à utiliser le français contemporain dans ses écrits afin de se rapprocher de ses lecteurs. En 1607 avec le juriste Antoine Favre, président du Sénat de Savoie, il fonde l’Académie florimontane qui regroupe ses membres parmi l’élite intellectuelle et artistique de la région. Cette fondation, pour laquelle il choisit l'emblème de l'oranger et de ses fruits, et la devise "fleurs et fruits", a pour objet d'éduquer et d'instruire, et inspire peut-être, 28 ans plus tard, la création de l'Académie française par Richelieu.
En 1609, François de Sales reçut l'ordre de rétablir l’ordre de Saint-Benoît dans l’abbaye de Talloires, ce qu’il fit. Il se lia d’amitié avec Jean-Pierre Camus, l’évêque de Belley qu'il ordonna évêque le 30 août 1609 (les coconsécrateurs furent Jean Lefebvre, évêque in partibus de Tarse et Robert Berthelot évêque in partibus de Damas), et qui plus tard écrira l'une de ses premières biographies, Esprit du Bienheureux François de Sales.
Quelque temps plus tard, le pape Paul V l’envoya en mission diplomatique en Franche-Comté, possession espagnole, afin de régler le litige sur la propriété des sources de Salins qui opposait le clergé à la Maison de Habsbourg. Il demande à Anne de Xainctonge d'établir sa congrégation dans son diocèse mais celle-ci décédera avant de pouvoir répondre aux vœux du prélat.

#### Introduction à la vie dévote
C'est au cours de l'année 1608 qu'il écrivit son œuvre la plus connue, l’Introduction à la vie dévote. Initialement, François de Sales écrit à sa cousine Madame de Charmoisy, qui veut apprendre la dévotion et connaître une vie de prière. Durant deux ans, François de Sales, dans ses lettres, lui prodigue des conseils spirituels qu'elle fait lire également autour d'elle, jusqu'à ce que le père jésuite Jean Fourier, - cousin du fameux Pierre Fourier - recteur du collège de Chambéry, lui demande de les publier. L'auteur accepte de les publier après quelques retouches sous le titre d'Introduction à la vie dévote. Le langage et le style utilisé pour cet ouvrage est très simple pour l'époque, sans citations latines ni grecques. Offrant des conseils de piété aux hommes et aux femmes, il s'adresse à un public beaucoup plus large que les traités spirituels de l'époque.
L'ouvrage se divise en cinq parties, la première enseigne comment passer du désir de Dieu à sa concrétisation ; la deuxième partie cherche à rechercher la perfection ; la troisième est consacrée à la pratique des vertus ; la quatrième indique les obstacles à la prière ; et la dernière considère la façon de renouveler la ferveur du fidèle.
Ce livre connaît très vite un énorme succès ; il est réimprimé plus de quarante fois du vivant de François de Sales. Le roi Henri IV lui-même le lit et sa femme offre au roi d'Angleterre un exemplaire orné de diamants.

#### Fondation de l'Ordre de la Visitation

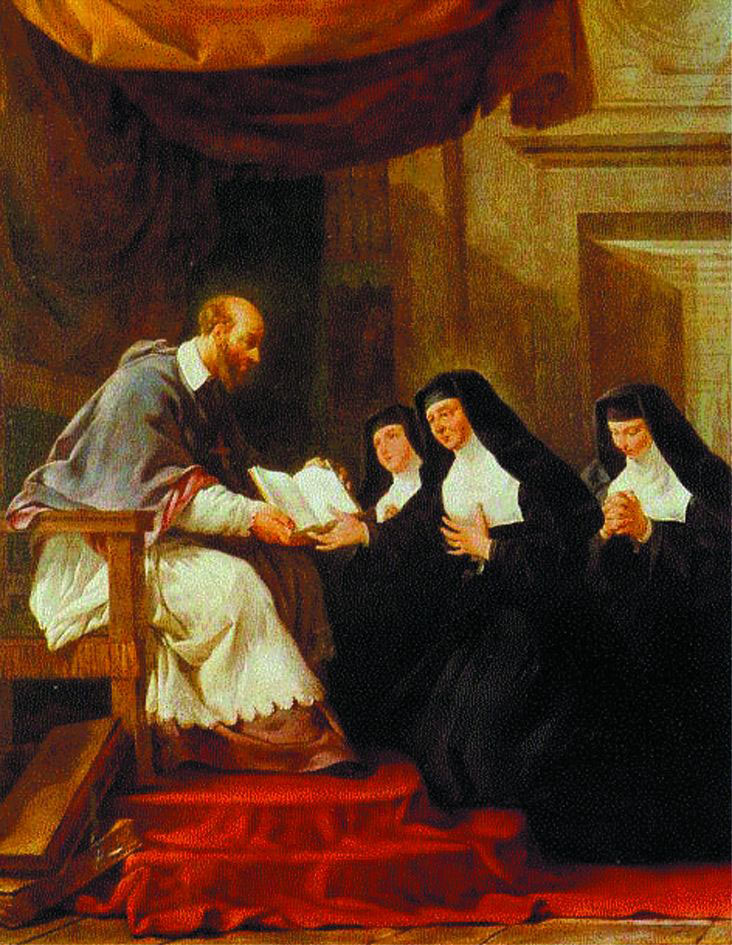
1610 : François Sales remet le Traité sur l'amour de Dieu aux sœurs de l'Ordre de la Visitation (Jeanne de Chantal, Jaqueline Favre, et Jeanne-Charlotte de Bréchard).

Les premiers projets relatifs à l'Ordre de la Visitation apparaissent vers les années 1608. François de Sales entretient alors une correspondance avec la baronne Jeanne de Chantal, jeune veuve qu'il a rencontrée en 1604 à Dijon. François de Sales, qui ne veut entrer en matière avant que l'éducation des enfants de celle-ci ne soit achevée, attend donc le dimanche 6 juin 1610 pour fonder à Annecy l’Ordre de la Visitation, les premières sœurs sont Jaqueline Favre et Jeanne-Charlotte de Bréchard, qu'il place sous la direction de Jeanne de Chantal. Elles sont initialement établies dans une modeste « maison de la Galerie ».
La cave de cet immeuble, conservée, a été aménagée en oratoire et de nombreux pèlerins viennent aujourd'hui encore visiter le berceau de l’ordre. François de Sales choisit, pour les moniales, le nom de « filles de la Visitation » « parce qu'en visitant les pauvres, elles devraient imiter Marie, quand elle visita Élisabeth portant la grande joie qui - en son fils - était en elle ». Il leur dédie l'une de ses maximes les plus connues : « traités des affaires de la terre avec les yeux fichés au ciel... Tout ce qui se fait pour l'amour est amour... ». À son apogée, l'Ordre de la Visitation possède 87 monastères dans toute l'Europe.
François de Sales connaît plusieurs périodes difficiles. Notamment entre 1610 et 1613, lorsque le duc Charles-Emmanuel Ier de Savoie refuse qu'il quitte la Savoie pour répondre à l'invitation d'évêques français. En effet, le duc, en conflit avec le roi de France, craint que le religieux ne conspire contre lui. Ce dernier doit à plusieurs reprises faire preuve de sa fidélité et de son innocence.
On cherche également à salir sa réputation, notamment lorsqu'un faussaire imite son écriture et écrit un billet doux, faisant naître, auprès du duc de Nemours, des soupçons sur l'exemplarité de la vie de François de Sales. Il ne tarde cependant pas à être innocenté et commence même à bénéficier d'une certaine réputation de sainteté. De nombreux malades viennent le voir dans l'espoir d'une guérison.

#### Traité de l'amour de Dieu
En 1615, François de Sales entreprend d'écrire un second traité consacré à la prière. Après l’Introduction à la vie dévote, il rédige le Traité de l'amour de Dieu, l'un de ses principaux ouvrages. Différent de l'Introduction à la vie dévote par son style, ce livre est en partie destiné aux sœurs de la Visitation et traite de la vie spirituelle, François affirmant : « on parle d'une façon aux jeunes apprentis et d'une autre sorte aux vieux compagnons ».
Il entreprend un peu plus tard de réformer l'abbaye d'Abondance, remplaçant les chanoines par les Feuillants.
En 1619, il accompagne à Paris le duc de Savoie Charles-Emmanuel Ier qui marie son fils, Victor-Amédée Ier de Savoie, avec Christine de France, fille du roi Henri IV de France. C'est la première fois, depuis dix ans, que François de Sales peut à nouveau prêcher à Paris. Sa réputation grandit, il multiplie les conférences et conseils spirituels dans la capitale française et devient pour un temps le père spirituel d'Angélique Arnauld, abbesse de Port-Royal des Champs. Il rencontre également le futur saint Vincent de Paul, qui dit de lui que « la ferveur de ce serviteur de Dieu brillait dans ses entretiens familiers ; ceux qui y participaient demeuraient suspendus à ses lèvres. ».
Le cardinal de Retz lui propose même de devenir son coadjuteur, pour ainsi lui succéder plus tard. De Paris, François demande l'édification d'un sanctuaire à La Bénite Fontaine, reconnaissant ainsi ce lieu sacré qui devient la petite Lourdes savoyarde. Il revient en 1620 à Annecy, où son frère est nommé évêque coadjuteur. Par ses nombreuses visites à l'abbaye Sainte-Catherine de Vovray, près d'Annecy, François de Sales contribue à la réforme de l'ordre des Bernardins.

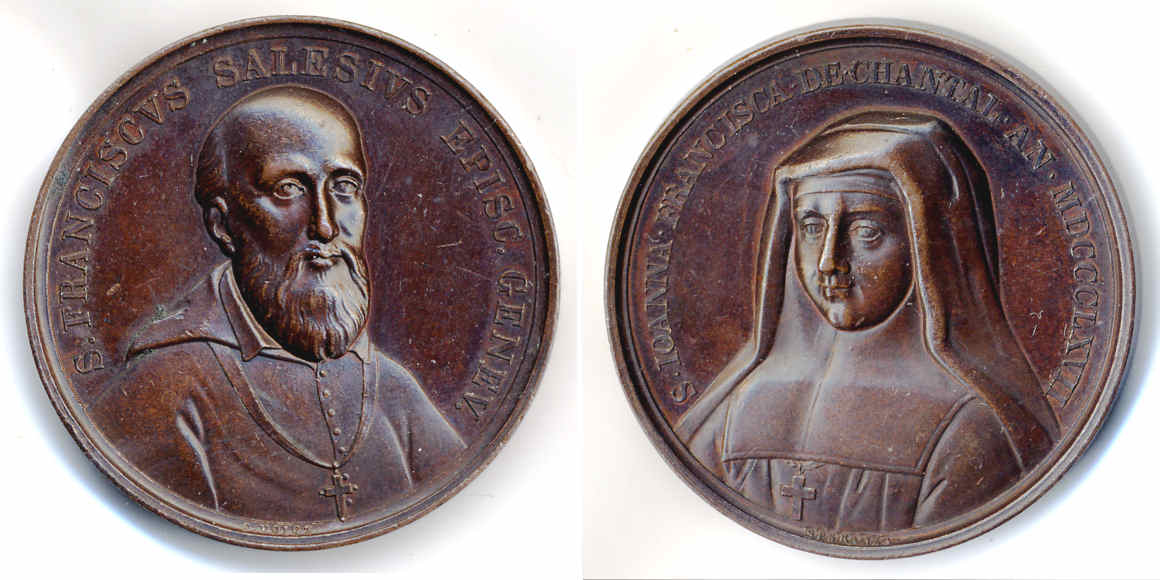
François de Sales et Jeanne de Chantal réunis sur une médaille du XIXe siècle.

Un peu plus tard, le pape lui demande de présider à Pignerol le chapitre de l'ordre des Feuillants. Puis il est invité à Turin par la duchesse de Mantoue, Marguerite de Savoie (1589-1655), fille de Charles-Emmanuel Ier. Cependant, sa santé se fait de plus en plus fragile. Lorsque le duc de Savoie lui demande à nouveau de l'accompagner pour une mission diplomatique à Paris, il rédige son testament et fait ses adieux aux religieux d'Annecy. En route, il visite les différents ordres de la Visitation et, à Lyon, il revoit pour la dernière fois Jeanne de Chantal, le 12 décembre 1622.
Il meurt en odeur de sainteté le 28 décembre 1622 dans la maison du jardinier du couvent de la Visitation de Bellecour à Lyon. Contre le souhait des Lyonnais, son corps est transporté à Annecy, mais son cœur est resté à cette maison, où il est exposé dans son reliquaire d'or le jour de sa fête.
François de Sales, proche de Vincent de Paul, disait n'avoir qu'un seul regret : ne pas avoir pu rencontrer le curé lorrain Pierre Fourier. Les trois fondateurs d'ordres féminins seront canonisés. François de Sales étant entré au Ciel un 28 décembre, fête des Saints Innocents, l'Église célèbre sa mémoire le 24 janvier, jour de ses obsèques.

## Héritage

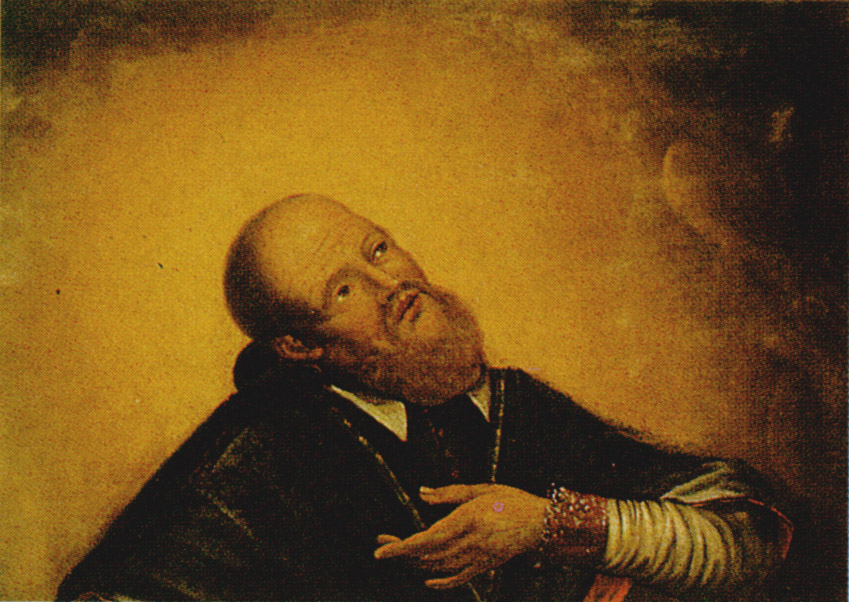
François de Sales en sa gloire, Anonyme, 1677.

### Spiritualité

#### L'esprit de François de Sales et l'esprit salésien
Maurice d'Agaune est le saint patron de la Savoie, Bernard de Menthon celui des Alpes. François de Sales, quant à lui, est le patron du diocèse d'Annecy, ainsi que des journalistes et des écrivains. Son enseignement porte sur la piété dans la vie quotidienne. Par la rénovation spirituelle qu'il provoque à l'époque des guerres de religion et par la richesse de sa personnalité, François de Sales est l'une des figures majeures de la renaissance catholique au début du XVIIe siècle.
Dans le cadre du grand courant mystique de l'époque, nul mieux que lui n'a su concilier l'humanisme et la pensée chrétienne. François de Sales se montre attentif au perfectionnement du clergé autant qu'à l'enseignement des laïcs de toutes conditions, proposant de nouvelles formes de piété ouvertes à tous. À cet égard, il annonce Pascal et les moralistes du Grand Siècle. Cette ouverture à l'éducation le pousse à appeler au collège Chapuisien d'Annecy le père Giovanni Antonio Baranzano (en), qui enseigne les théories nouvelles de Copernic et Galilée, que Rome ne tarde pas à en condamner l'enseignement en tant que certitude.
François de Sales se démarque tout particulièrement de ses contemporains par son attitude non violente à l'égard du protestantisme. Voici ce qu'il disait au chapitre de la cathédrale :

« C'est par la charité qu'il faut ébranler les murs de Genève, par la charité qu'il faut l'envahir, par la charité qu'il faut la recouvrer […]. Je ne vous propose ni le fer, ni cette poudre dont l'odeur et la saveur rappellent la fournaise infernale […]. C'est par nous-mêmes que nous devons repousser l'ennemi […], par l'exemple et la sainteté de notre vie […]. Il faut renverser les murs de Genève par des prières ardentes et livrer l'assaut par la charité fraternelle. »

Les armes théologiques de François de Sales ne furent ni les foudres de l'excommunication, ni la conversion par la force, mais la persuasion de l'amour. C'est d'ailleurs l'une de ses devises : « Rien par force, tout par amour ». C’est d'ailleurs « la théorie de l’amour qui est au centre de toute l’œuvre de saint François de Sales ». Il incarna de façon exemplaire, au cours d'une existence souvent harassante, les plus hautes vertus évangéliques, au point d'être appelé le Docteur de l'amour.
Prince-évêque de Genève résidant à Annecy et membre d'une famille aristocratique, il fut reçu et apprécié par les grands personnages de son temps, tels les rois Henri IV et Louis XIII, le pape Clément VIII, Richelieu, saint Vincent de Paul, la mère Angélique Arnaud, Pierre de Bérulle, Lesdiguières, entre autres.
François de Sales est l'un des premiers grands auteurs spirituels de langue française. Cette figure marquante de la Réforme catholique, dans la lignée de Charles Borromée qu'il prit pour modèle, a su allier d'une façon originale l'action et la contemplation. Ses célèbres traités spirituels, destinés au grand public, proposaient de mettre en œuvre l'esprit de vie et de liberté qui, selon l'auteur, inspire la vie dévote.
L'influence qu'il exerça de son vivant se prolongea encore après sa mort sur de nombreux auteurs spirituels, catholiques et protestants. Il serait l'auteur catholique le plus publié dans le monde, après la Bible[réf. nécessaire]. À tous ces titres, François de Sales demeure l'une des hautes figures du catholicisme européen de la période moderne. L'esprit salésien continue d'animer aujourd'hui encore de nombreuses institutions religieuses, comme les Salésiens de Don Bosco, les Salésiennes missionnaires de Marie Immaculée, les Filles de saint François de Sales, les Fils de saint François de Sales, ou les prêtres de saint François de Sales, etc.

### Littérature
François de Sales est passé à la postérité aussi comme auteur de langue française, ses œuvres sont ainsi publiés dans la Pléiade.

### Reconnaissance de l'Église catholique

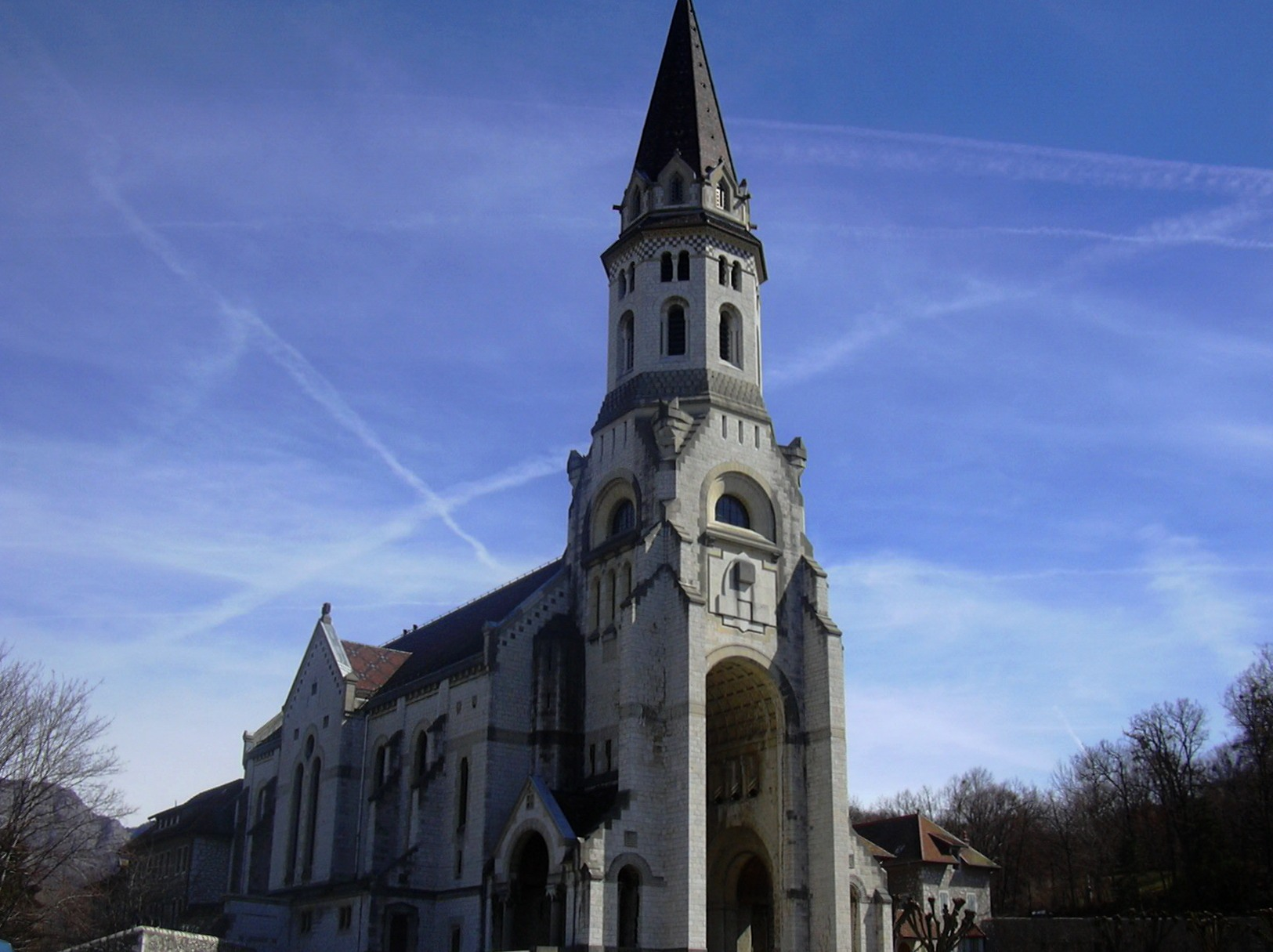
La basilique de la Visitation d'Annecy, où se trouvent les reliques de saint François de Sales.

Dès 1626, le procès en béatification de François de Sales est ouvert par le Saint-Siège. Jeanne de Chantal et l'Ordre de la Visitation se montrent particulièrement actifs.
En 1661, il est déclaré bienheureux. En 1665, il est canonisé et déclaré saint. Sa fête, d'abord fixé au 29 janvier, est ensuite déplacée au 24.
En 1854, Jean Bosco choisit pour saint patron François de Sales pour l'ordre religieux qu'il fonde à Turin et dont la vocation est d'éduquer les enfants sans ressources. Ses membres s'appellent les Salésiens.
En 1877, François de Sales est élevé à la dignité de Docteur de l'Église à deux reprises par le pape Pie IX : par décret du cardinal-préfet de la Sacrée Congrégation des Rites le 19 juillet, puis par le bref « Dives in misericordia Deus » du pape Pie IX le 16 novembre,.
En 1923, le pape Pie XI adresse une encyclique aux évêques pour marquer le troisième centenaire de sa mort : Rerum Omnium Perturbationem, le faisant saint patron des journalistes,.
Le pape Paul VI, dont le père était journaliste, affirme, à l'occasion du 300e anniversaire de la publication de sa lettre Sabaudiae Gemma : 

« Vous connaissez certainement ce saint. C'est l'une des plus grandes figures de l'Église et de l'Histoire. Il est le protecteur des journalistes et des publicistes parce qu'il rédigea lui-même une première publication périodique. Nous pouvons qualifier d'« œcuménique » ce saint qui écrivit les controverses afin de raisonner clairement et aimablement avec les calvinistes de son temps. Il fut un maître de spiritualité qui enseigna la perfection chrétienne pour tous les états de vie. Il fut sous ces aspects un précurseur du IIe concile œcuménique du Vatican. Ses grands idéaux sont toujours d'actualité »

Depuis 1969, il est commémoré le 24 janvier dans le rite romain, il était auparavant mentionné dans le calendrier liturgique le 29 janvier, et secondairement le 28 décembre pour sa naissance au ciel (dies natalis).

#### Dévotion

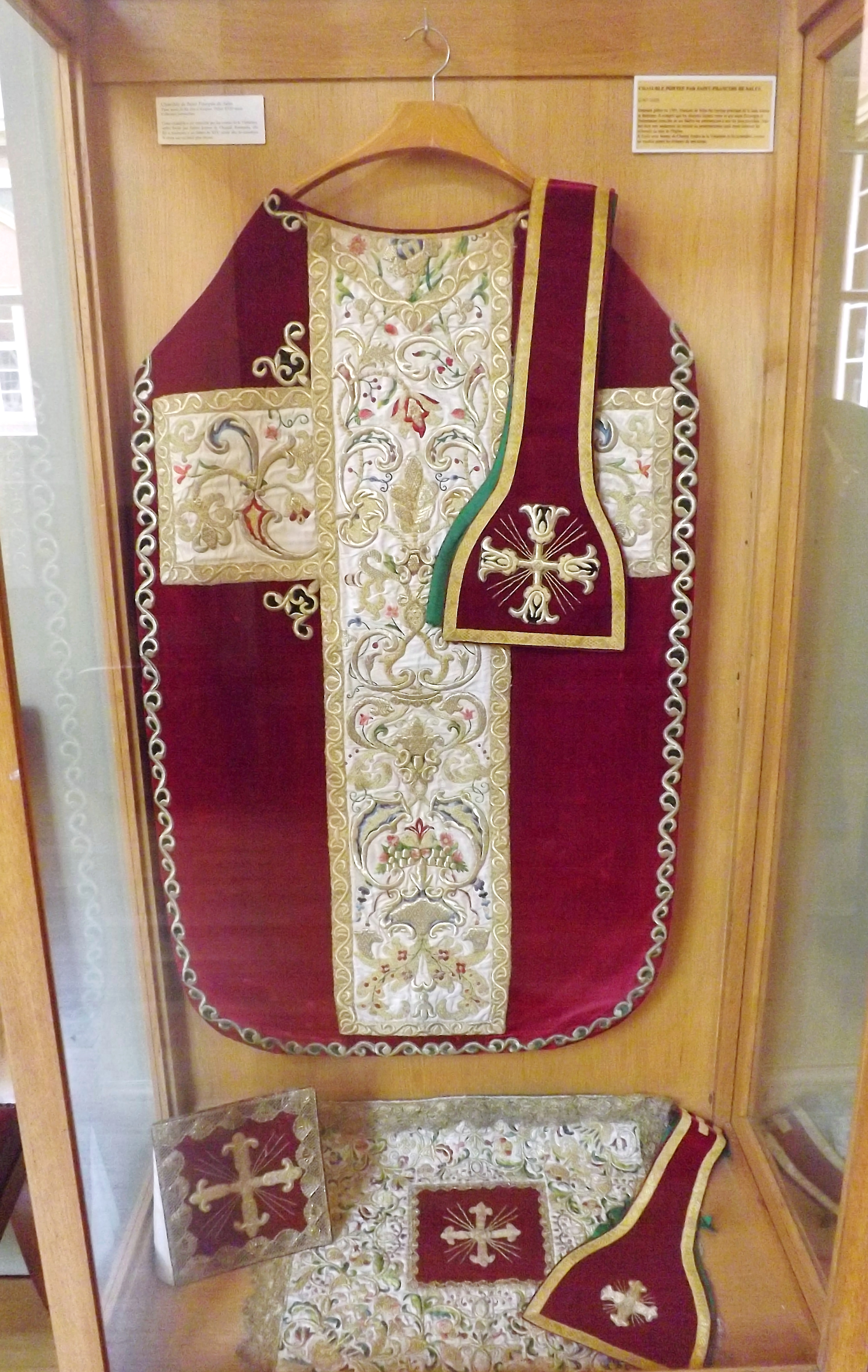
Chasuble de saint François de Sales au palais de justice de Chambéry.

Très vite ses reliques sont transférées à Annecy, et l'on signale des guérisons miraculeuses. Quant au cœur reliquaire, il serait à l'Église paroissiale de Massangis,,.
Ses reliques sont transférées le 2 août 1911 dans la basilique de la Visitation à Annecy, où elles sont aujourd'hui conservées près de celle de Jeanne de Chantal, avec laquelle il entretint une profonde amitié spirituelle, à l'image de ses prédécesseurs François et Claire d'Assise ainsi que Jourdain de Saxe et Diane d'Andalo en Italie, Thérèse d'Avila et Jean de La Croix en Espagne, ou encore ses contemporains Pierre Fourier et Alix Le Clerc en Lorraine, Vincent de Paul et Louise de Marillac en France.
De 1911 au 14 juin 1912, les reliques de François de Sales et de Jeanne de Chantal reposent dans le chœur des religieuses puis trouvent d’abord place dans la crypte de l'église future suffisamment préparée. Enfin, à partir de 1949, elles sont conservées à l’intérieur de la basilique dans deux sarcophages de bronze doré de style art déco, exposés à la vénération des fidèles jusqu’en 1968.
Une chasuble de Saint-François-de-Sales, brodée par les religieuses de la Visitation est également exposée dans les salons du premier étage du palais de justice de Chambéry.
Plusieurs églises et paroisses lui sont dédiées : la cathédrale Saint-François-de-Sales de Chambéry et la paroisse Saint-François-de-Sales des Hauts-de-Chambéry, en Savoie, la basilique Saint-François-de-Sales de Thonon-les-Bains en Haute-Savoie, l'église et paroisse Saint-François-de-Sales dans le 17e arrondissement de Paris, ainsi qu'une église et paroisse à Genève, une église à Annecy, une autre à Lyon, une église et paroisse à Nice, des églises à Grenoble, Nantes, Bandol, Nîmes, Auriac, Bozel en Savoie, une paroisse à Caen, une église et paroisse à Gatineau au Québec, l'église Saint-François-de-Sales de Buffalo aux États-Unis, des églises à Rouyn-Noranda, à Saint-François-de-Sales, à L'Île-d' Orléans à Odanak et à Saint-François-de-la-Rivière-du-Sud au Québec, une église au Tampon sur l'île de La Réunion, une église et paroisse à Thio en Nouvelle-Calédonie.

#### Autres hommages
Plusieurs de ces lieux de culte ont donné leur nom à des municipalités, notamment la commune française Saint-François-de-Sales en Savoie ainsi que les municipalités canadiennes Saint-François-de-la-Rivière-du-Sud, Saint-François-de-l'Île-d 'Orléans et Saint-François-de-Sales au Québec.
Dans le domaine de l'enseignement, le collège et lycée Saint-François-de-Sales à Évreux porte son nom, l’externat Saint-François-de-Sales à Chambéry un collège et lycée à Troyes, Le lycée François-De-Sales à Gilly en Belgique et à Alençon.

#### Le saint patron des journalistes et des écrivains
Dans le cadre de ses fonctions ecclésiastiques, François de Sales entreprend d'écrire des lettres personnelles aux gens qu'il ne peut atteindre. Il innove également en faisant appel à l'imprimerie pour éditer périodiquement des textes qui sont ensuite placardés en public et distribués dans les habitations. Ces périodiques sont considérés aujourd'hui comme les premiers journaux catholiques au monde.
Dans la sacristie de l'église Notre-Dame des Malades, située dans le vieux Vichy, il est indiqué au pied de sa statue, qui fait face à celle du curé d'Ars, qu'il est certes le patron des écrivains et des journalistes, mais également des sourds. En effet, il s'est occupé pendant 17 ans, jusqu'à sa mort, d'un sourd, Martin, qu'il a lui-même enseigné et catéchisé.
En 1935, le clocher de Sainte-Marie d’en-Haut à Grenoble, qui menace de s'effondrer, est démonté. Il comportait une imposante statue de la Vierge et supportait, sur ses flancs, les sculptures des saints protecteurs de Grenoble : saint Bruno, saint Hugues, saint Ferjus et saint François de Sales. Trois de ces quatre sculptures ont disparu, seule celle de François de Sales a été retrouvée en 2007 rue Thiers, dans le jardin de la clinique des Bains.

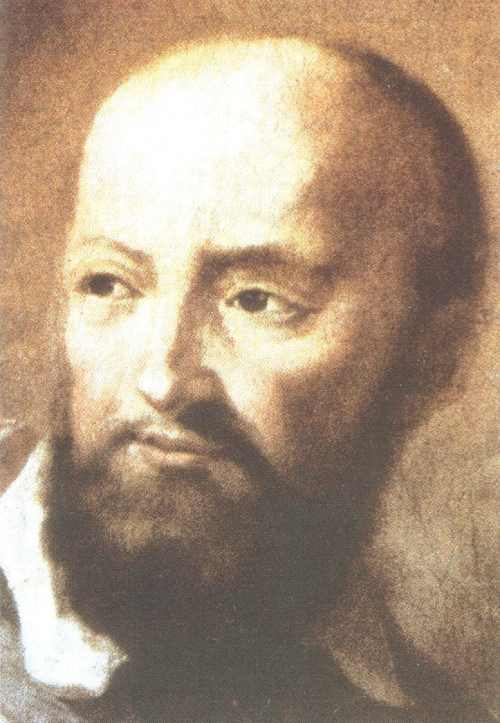
Portrait de François de Sales.
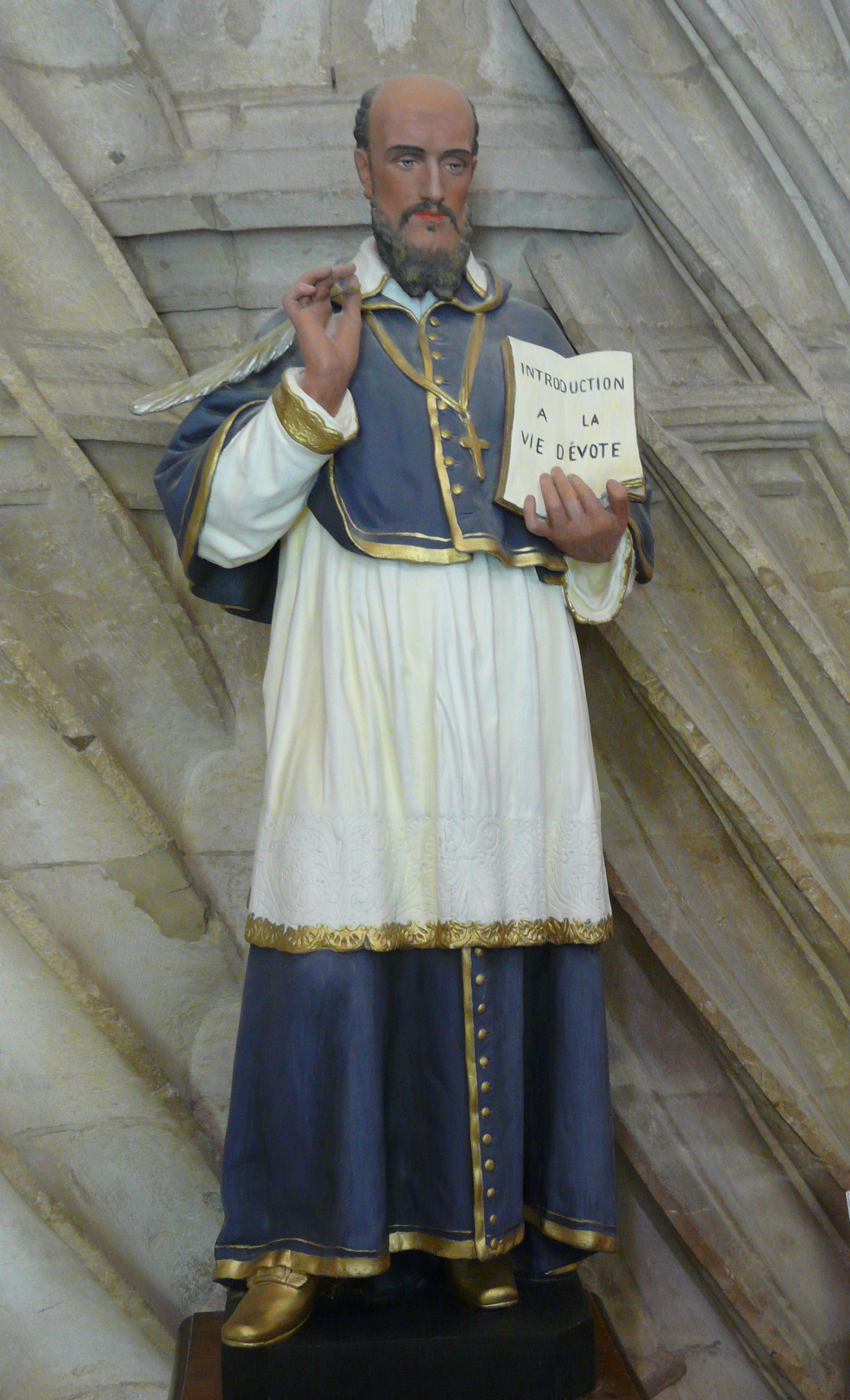
Statue de l'église Saint-Germain de Paris, Rouffignac-Saint-Cernin-de-Reilhac, Dordogne, France.
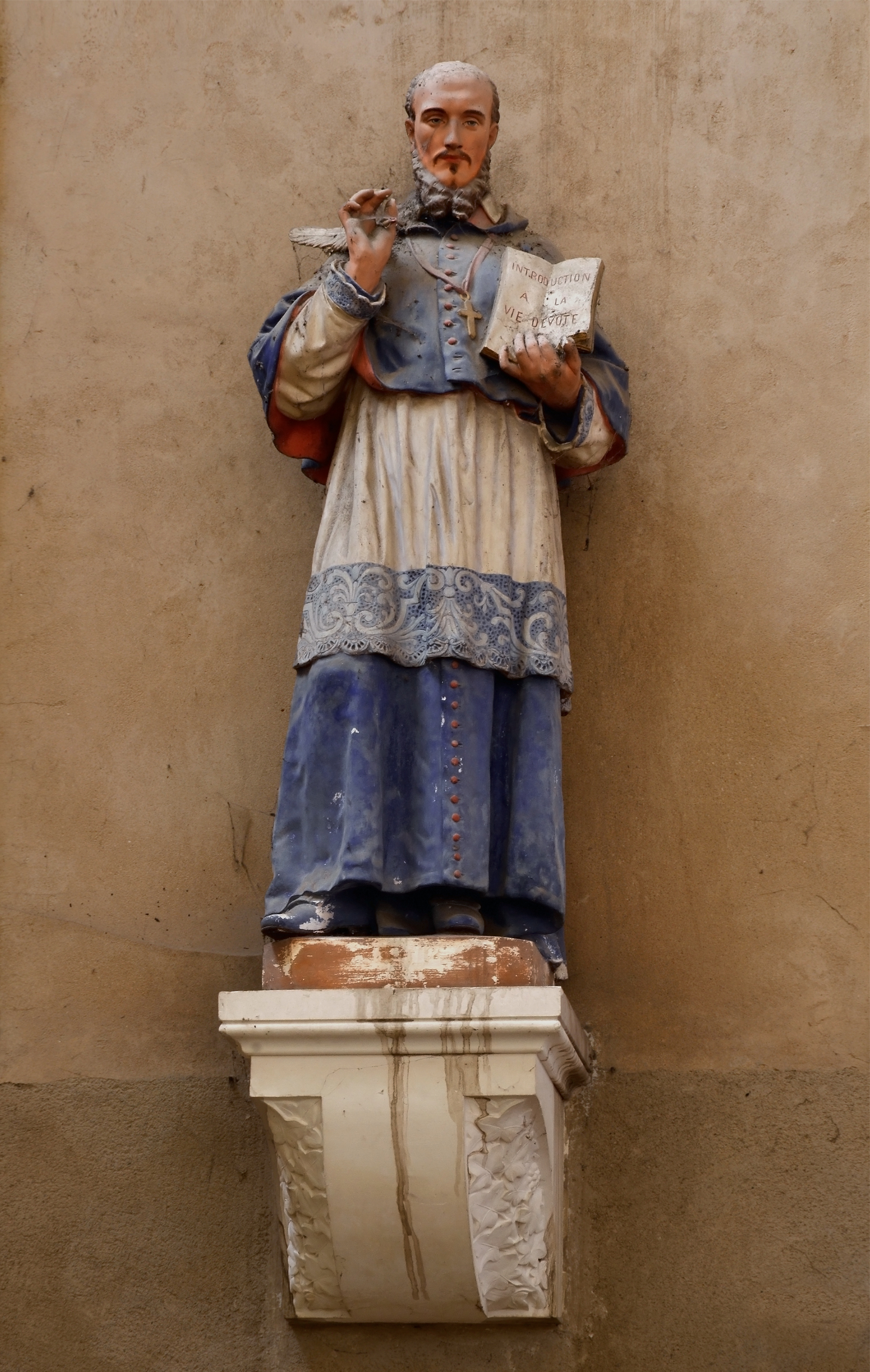
Statue dans l'église Saint-Hippolyte de Vivoin, Sarthe.
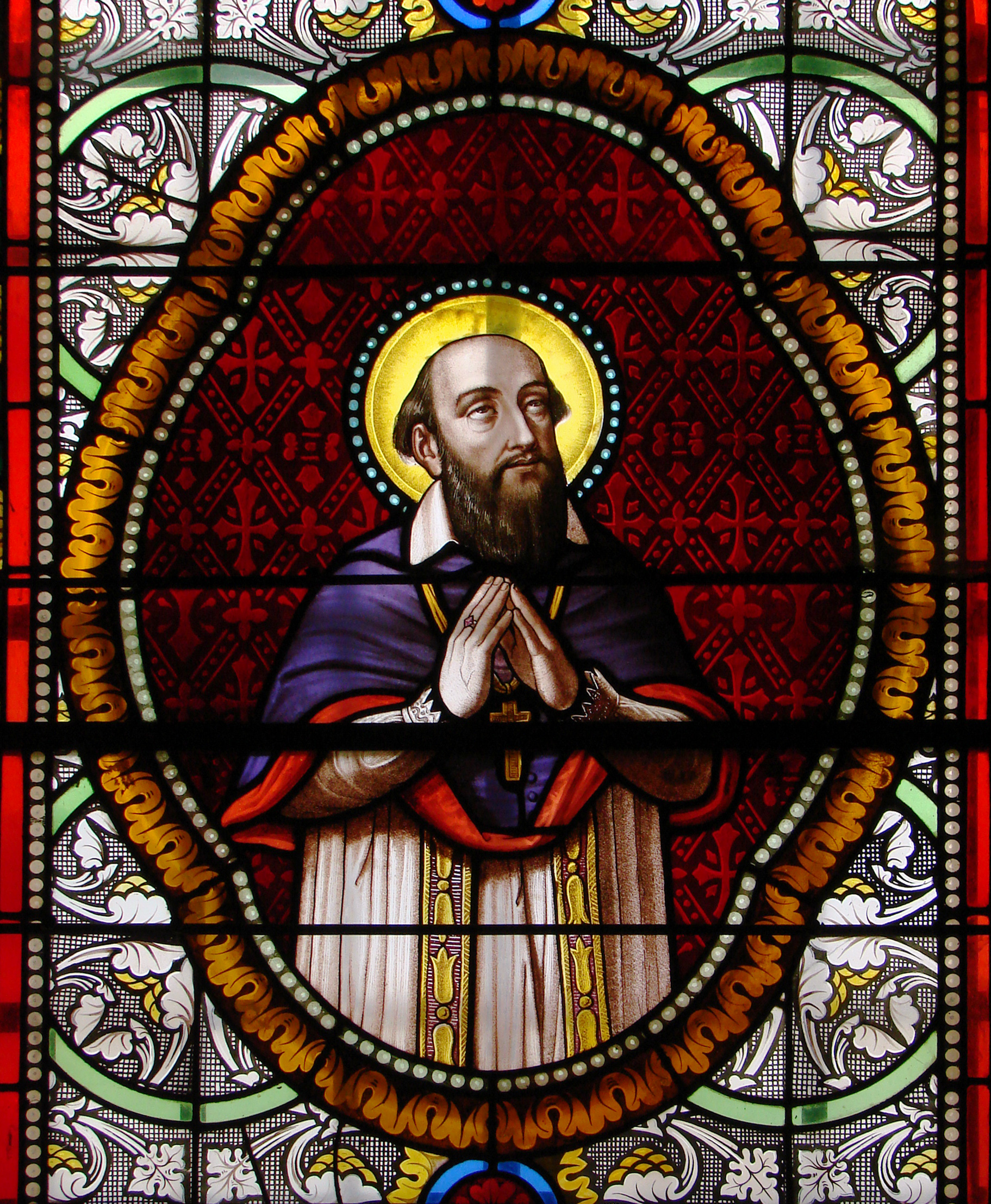
Vitrail néogothique dans l'église Saint-Martin de Florac : saint François de Sales en prière.
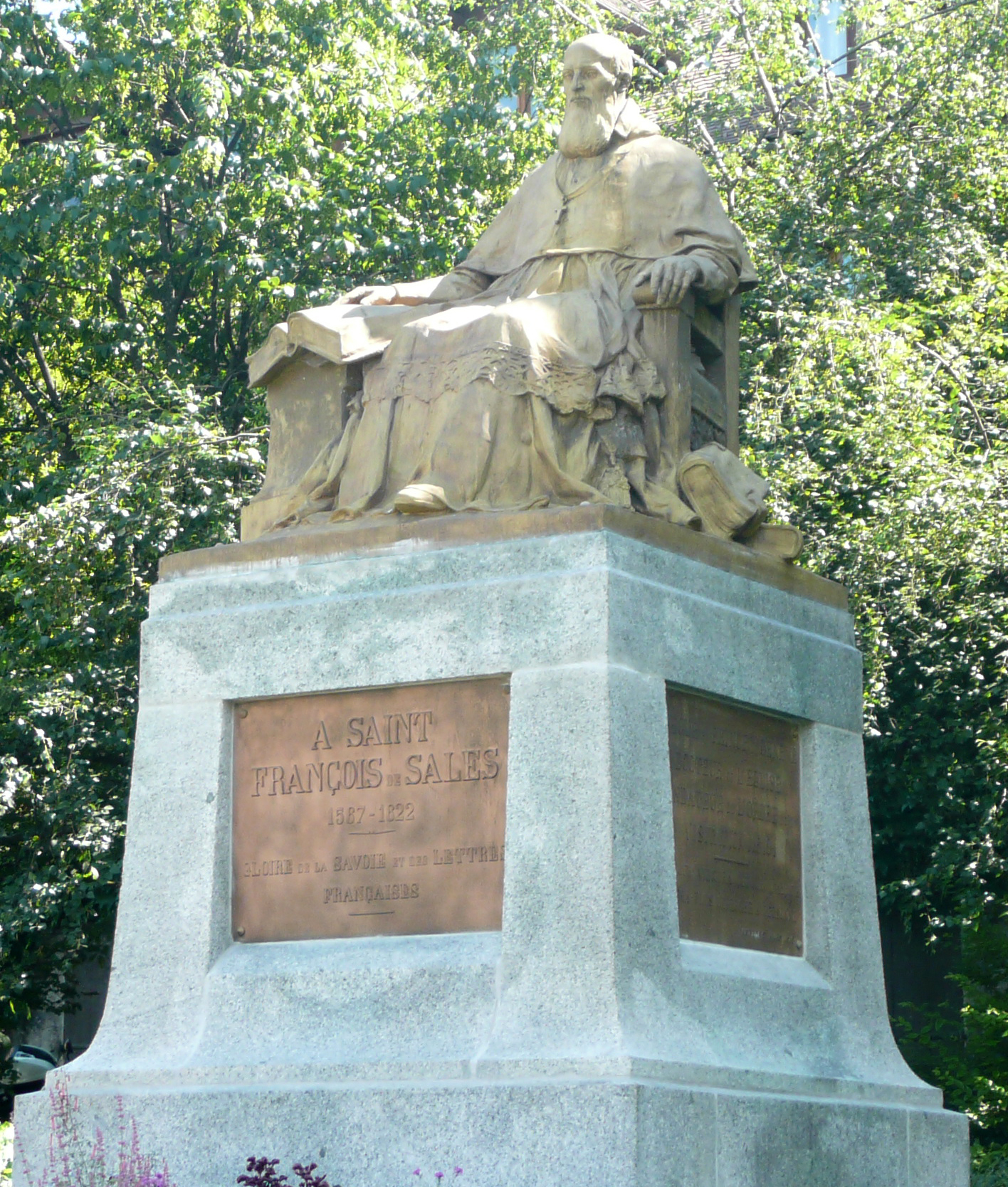
Statue de François de Sales à Annecy.
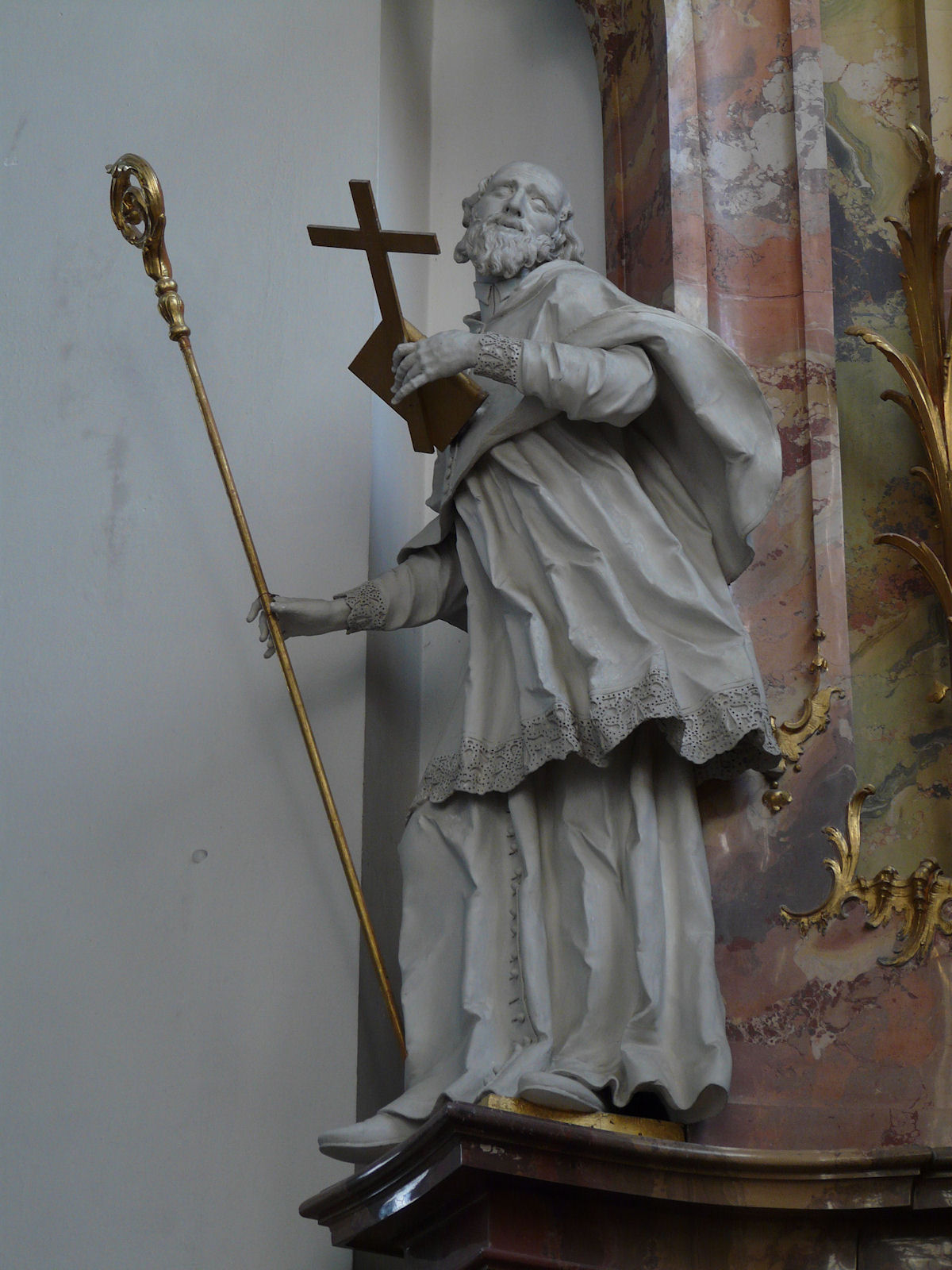
Statue baroque de François de Sales de l'Abbaye d'Ottobeuren.
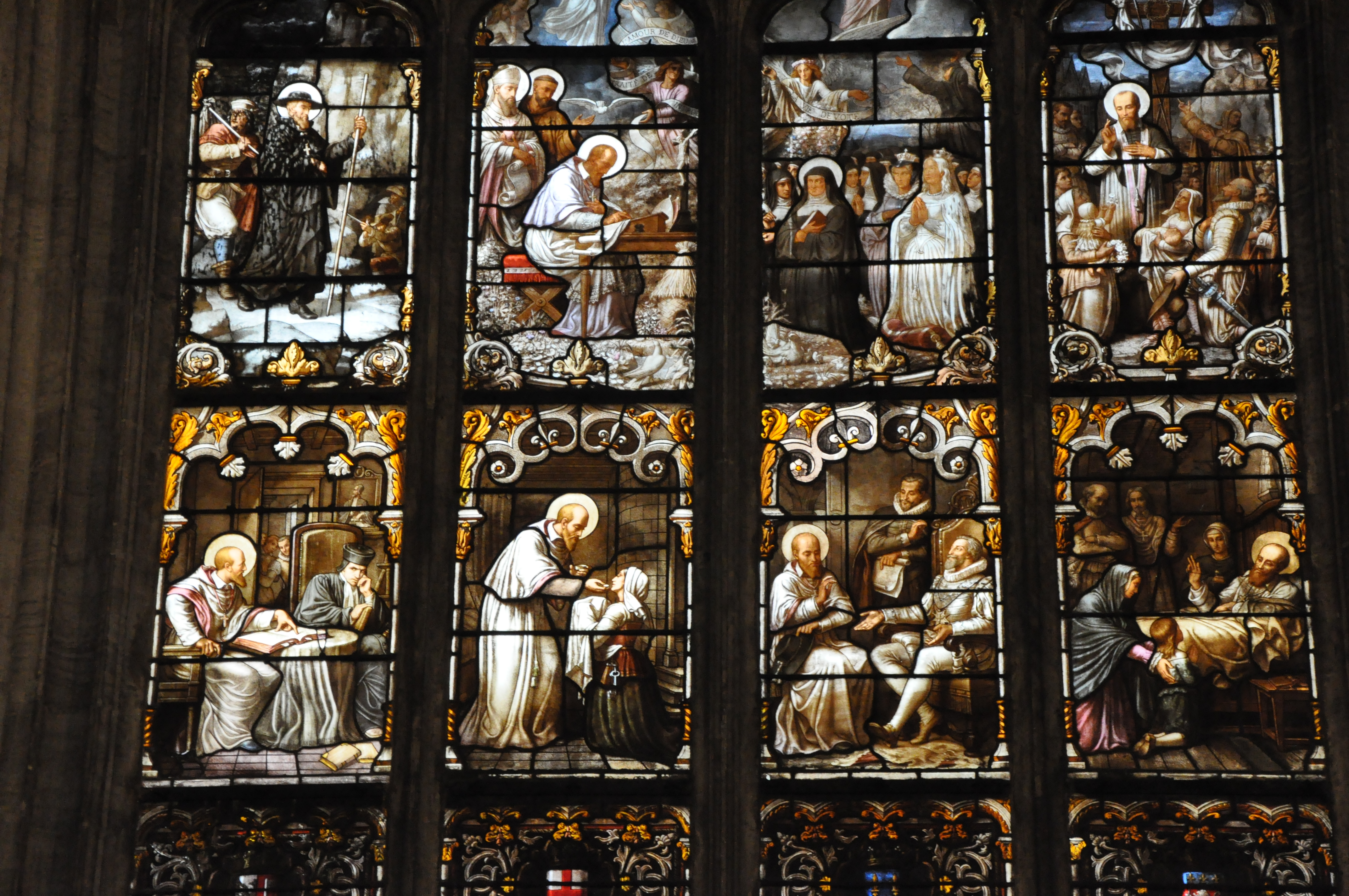
Épisodes de la vie de saint François de Sales, vitrail de Claudius Lavergne, 1880, dans l'église Saint-Nizier de Lyon.

## Écrits
Voici une liste non exhaustive des œuvres écrites de François de Sales :
- Introduction à la vie dévote
- Traité de l'amour de Dieu
- Lettre Ouverte aux Protestants (les Controverses)[41]
- Les Entretiens[42]
- Avis spirituels - 1
- Avis spirituels - 2
- Petit Traité sur la Communion
- Bien faire sa confession
- L'amour du prochain 1
- L'amour du prochain 2
- Méditations des Mystères Joyeux[43]
- Méditations des Mystères Douloureux
- Traité de la Prédication
- Conseils aux supérieurs
- Sermon sur le Notre Père
- Sermon sur la paille et la poutre
- Sermon sur la Transfiguration
- Lettre à sainte Jeanne de Chantal
- Méditation sur la Passion[44]
- Sermon pour la Saint Blaise
- Sermon pour Noël
- Sermon pour la Sexagésime 13 février 1594
- Sermon commentaire de Jean XX, 11-18 en date du 26 juillet 1618
- Sermon pour le Vendredi Saint 17 avril 1620[45]
- Sermon pour l'Annonciation 25 mars 1621
- Sermon 2 juillet 1621
- Sermon 1er novembre 1621
- Sermon de saint François de Sales pour le mercredi des cendres 9 février 1622
- Sermon pour le premier dimanche de Carême 13 février 1622
- Sermon 20 février 1622

### Commentaires

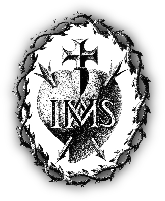
L'ordre de la Visitation de Sainte-Marie.

Évêque de Genève, exilé à Annecy, François de Sales est le fondateur, avec Jeanne-Françoise de Chantal, de l'Ordre de la Visitation. Auteur de nombreux écrits, il est le patron des journalistes.
Commentaires sur le Notre Père :
Père, source de toute sainteté

« Je vous demande avec instance, ô Père, que votre volonté soir faite en moi et en tous, parce que je suis sûr que votre volonté est que nous soyons tous des saints. Soyez saints, car je suis saint : et : Ce que  je veux, c'est votre sanctification (cf. Lv 19, 2). Ô source de toute sainteté, faites-nous saints, car telle est votre volonté. Quel est donc l'homme si aveugle d'intelligence qu'il ne désire être saint ? Père saint, je ne cherche, je ne désire autre chose, mes richesses, mes biens, mes trésors seront d'être saint. Que votre volonté soit donc faite en moi, afin que je sois saint. Père saint, que votre volonté soit faite sur la terre comme au ciel (Mt 6, 10).
Votre volonté est que je sois ferme dans la foi, humble dans la conversation, modeste dans mes paroles, juste dans mes actions, miséricordieux avec les nécessiteux, bien réglé dans mes mœurs ; que je ne fasse injure à personne, que je supporte tous les hommes, qu'avec tous je garde la paix, que je vous aime comme Père. Que votre volonté soit faite. Père, c'est cela que je veux, que je demande, que je désire de tout mon cœur, que votre volonté sainte soit faite en moi. Que l'accomplissement de votre volonté soit le plaisir, le contentement, la joie de mon âme en tout lieu et en tout temps. »

— Saint François de Sales.« Sur ces paroles : que votre volonté soit faite », Commentaire sur le Notre Père, XXVI, 386, cité dans Jean-Luc Moens, L'imitation de Jésus Christ missionnaire, Paris, éd. de l'Emmanuel, 2007, p. 50.
Commentaire selon saint Luc (Lc 21, 12-19) :
Achever ce qui est commencé

« Souvent l'ennemi tâche de nous faire entreprendre et commencer plusieurs desseins, afin, qu'accablés de trop de besogne, nous n'achevions rien et laissions tout imparfait. Quelquefois mêmement, il nous suggère la volonté d'entreprendre, de commencer quelque excellente besogne, laquelle il prévoit que nous n'accomplirions pas, pour nous détourner d'en poursuivre une moins excellente que nous eussions aisément achevée ; car il ne se soucie point qu'on fasse force desseins et commencements, pourvu qu'on n'achève rien. Mieux vaut la possession d'un petit trésor trouvé que la prétention d'un plus grand qu'il faut aller chercher. Ainsi donc, qu'un chacun ayant trouvé la très sainte volonté de Dieu, en sa vocation demeure saintement et amoureusement en celle-ci, y pratiquant les exercices convenables, selon l'ordre de la discrétion, et avec le zèle de la perfection. »

— Saint François de Sales. Traité de l'amour de Dieu, 8, 11, dans œuvres de saint François de Sales, Paris, Ed. de Béthune, 1836, p. 315-316.